# Velká cena Aragonu silničních motocyklů 2025
Velká cena Aragonu 2025 (oficiálně  GoPro Grand Prix of Aragon) byl osmý závodní víkend mistrovství světa silničních motocyklů 2025. Konal se 6. - 8. června na okruhu MotorLand Aragón v Alcañiz ve Španělsku.

## MotoGP – Sprint
Závod sprintu MotoGP se konal 7. června 2025.
| Poř.                                                                 | Č. | Jezdec                | Tým                               | Výrobce | Kol | Čas       | St. | Body |
| -------------------------------------------------------------------- | -- | --------------------- | --------------------------------- | ------- | --- | --------- | --- | ---- |
| 1                                                                    | 93 | Marc Márquez          | Ducati Lenovo Team                | Ducati  | 11  | 19:43.026 | 1   | 12   |
| 2                                                                    | 73 | Álex Márquez          | BK8 Gresini Racing MotoGP         | Ducati  | 11  | +2.080    | 2   | 9    |
| 3                                                                    | 54 | Fermín Aldeguer       | BK8 Gresini Racing MotoGP         | Ducati  | 11  | +4.630    | 7   | 7    |
| 4                                                                    | 21 | Franco Morbidelli     | Pertamina Enduro VR46 Racing Team | Ducati  | 11  | +5.944    | 3   | 6    |
| 5                                                                    | 37 | Pedro Acosta          | Red Bull KTM Factory Racing       | KTM     | 11  | +6.095    | 5   | 5    |
| 6                                                                    | 49 | Fabio Di Giannantonio | Pertamina Enduro VR46 Racing Team | Ducati  | 11  | +6.379    | 10  | 4    |
| 7                                                                    | 12 | Maverick Viñales      | Red Bull KTM Tech3                | KTM     | 11  | +7.213    | 8   | 3    |
| 8                                                                    | 72 | Marco Bezzecchi       | Aprilia Racing                    | Aprilia | 11  | +8.343    | 20  | 2    |
| 9                                                                    | 33 | Brad Binder           | Red Bull KTM Factory Racing       | KTM     | 11  | +9.982    | 6   | 1    |
| 10                                                                   | 25 | Raúl Fernández        | Trackhouse MotoGP Team            | Aprilia | 11  | +11.427   | 13  |      |
| 11                                                                   | 20 | Fabio Quartararo      | Monster Energy Yamaha MotoGP Team | Yamaha  | 11  | +13.331   | 9   |      |
| 12                                                                   | 63 | Francesco Bagnaia     | Ducati Lenovo Team                | Ducati  | 11  | +14.017   | 4   |      |
| 13                                                                   | 43 | Jack Miller           | Prima Pramac Yamaha MotoGP        | Yamaha  | 11  | +16.494   | 14  |      |
| 14                                                                   | 42 | Álex Rins             | Monster Energy Yamaha MotoGP Team | Yamaha  | 11  | +17.202   | 15  |      |
| 15                                                                   | 88 | Miguel Oliveira       | Prima Pramac Yamaha MotoGP        | Yamaha  | 11  | +18.287   | 16  |      |
| 16                                                                   | 5  | Johann Zarco          | Castrol Honda LCR                 | Honda   | 11  | +19.284   | 12  |      |
| 17                                                                   | 23 | Enea Bastianini       | Red Bull KTM Tech3                | KTM     | 11  | +19.841   | 17  |      |
| 18                                                                   | 32 | Lorenzo Savadori      | Aprilia Racing                    | Aprilia | 11  | +23.763   | 19  |      |
| 19                                                                   | 35 | Somkiat Chantra       | IDEMITSU Honda LCR                | Honda   | 11  | +31.069   | 21  |      |
| Ret                                                                  | 7  | Augusto Fernández     | Yamaha Factory Racing             | Yamaha  | 8   | technika  | 18  |      |
| Ret                                                                  | 36 | Joan Mir              | Honda HRC Castrol                 | Honda   | 2   | nehoda    | 11  |      |
| Nejrychlejší kolo sprintu: Álex Márquez (Ducati) – 1:46.906 (kolo 4) |    |                       |                                   |         |     |           |     |      |
| OFICIÁLNÍ VÝSLEDKY SPRINTU MOTOGP                                    |    |                       |                                   |         |     |           |     |      |

## MotoGP
Závod hlavní kategorie MotoGP se konal 8. června 2025.
| Poř.                                                          | Č. | Jezdec                | Tým                               | Výrobce | Kol | Čas       | St. | Body |
| ------------------------------------------------------------- | -- | --------------------- | --------------------------------- | ------- | --- | --------- | --- | ---- |
| 1                                                             | 93 | Marc Márquez          | Ducati Lenovo Team                | Ducati  | 23  | 19:43.026 | 1   | 25   |
| 2                                                             | 73 | Álex Márquez          | BK8 Gresini Racing MotoGP         | Ducati  | 23  | +1.107    | 2   | 20   |
| 3                                                             | 63 | Francesco Bagnaia     | Ducati Lenovo Team                | Ducati  | 23  | +2.029    | 4   | 16   |
| 4                                                             | 37 | Pedro Acosta          | Red Bull KTM Factory Racing       | KTM     | 23  | +7.657    | 5   | 13   |
| 5                                                             | 21 | Franco Morbidelli     | Pertamina Enduro VR46 Racing Team | Ducati  | 23  | +10.363   | 3   | 11   |
| 6                                                             | 54 | Fermín Aldeguer       | BK8 Gresini Racing MotoGP         | Ducati  | 23  | +11.889   | 7   | 10   |
| 7                                                             | 36 | Joan Mir              | Honda HRC Castrol                 | Honda   | 23  | +14.938   | 11  | 9    |
| 8                                                             | 72 | Marco Bezzecchi       | Aprilia Racing                    | Aprilia | 23  | +16.022   | 20  | 8    |
| 9                                                             | 49 | Fabio Di Giannantonio | Pertamina Enduro VR46 Racing Team | Ducati  | 23  | +18.321   | 10  | 7    |
| 10                                                            | 25 | Raúl Fernández        | Trackhouse MotoGP Team            | Aprilia | 23  | +19.190   | 13  | 6    |
| 11                                                            | 42 | Álex Rins             | Monster Energy Yamaha MotoGP Team | Yamaha  | 23  | +19.646   | 15  | 5    |
| 12                                                            | 23 | Enea Bastianini       | Red Bull KTM Tech3                | KTM     | 23  | +24.624   | 17  | 4    |
| 13                                                            | 7  | Augusto Fernández     | Yamaha Factory Racing             | Yamaha  | 23  | +25.986   | 18  | 3    |
| 14                                                            | 43 | Jack Miller           | Prima Pramac Yamaha MotoGP        | Yamaha  | 23  | +26.761   | 14  | 2    |
| 15                                                            | 88 | Miguel Oliveira       | Prima Pramac Yamaha MotoGP        | Yamaha  | 23  | +27.122   | 16  | 1    |
| 16                                                            | 35 | Somkiat Chantra       | IDEMITSU Honda LCR                | Honda   | 23  | +37.117   | 21  |      |
| 17                                                            | 32 | Lorenzo Savadori      | Aprilia Racing                    | Aprilia | 23  | +43.588   | 19  |      |
| 18                                                            | 12 | Maverick Viñales      | Red Bull KTM Tech3                | KTM     | 23  | +1:26.319 | 8   |      |
| Ret                                                           | 20 | Fabio Quartararo      | Monster Energy Yamaha MotoGP Team | Yamaha  | 12  | nehoda    | 9   |      |
| Ret                                                           | 33 | Brad Binder           | Red Bull KTM Factory Racing       | KTM     | 11  | nehoda    | 6   |      |
| Ret                                                           | 5  | Johann Zarco          | Castrol Honda LCR                 | Honda   | 8   | nehoda    | 12  |      |
| Nejrychlejší kolo: Marc Márquez (Ducati) – 1:46.705 (kolo 21) |    |                       |                                   |         |     |           |     |      |
| OFICIÁLNÍ VÝSLEDKY ZÁVODU MOTOGP                              |    |                       |                                   |         |     |           |     |      |

## Moto2
| Poř.                                                          | Č. | Jezdec                  | Tým                           | Výrobce         | Kol | Čas       | St. | Body |
| ------------------------------------------------------------- | -- | ----------------------- | ----------------------------- | --------------- | --- | --------- | --- | ---- |
| 1                                                             | 53 | Deniz Öncü              | Red Bull KTM Ajo              | Kalex           | 19  | 35:12.600 | 3   | 25   |
| 2                                                             | 10 | Diogo Moreira           | Italtrans Racing Team         | Kalex           | 19  | +0.003    | 1   | 20   |
| 3                                                             | 7  | Barry Baltus            | Fantic Racing Lino Sonego     | Kalex           | 19  | +1.949    | 2   | 16   |
| 4                                                             | 81 | Senna Agius             | Liqui Moly Dynavolt Intact GP | Kalex           | 19  | +5.196    | 13  | 13   |
| 5                                                             | 12 | Filip Salač             | Elf Marc VDS Racing Team      | Luca Boscoscuro | 19  | +5.926    | 7   | 11   |
| 6                                                             | 44 | Arón Canet              | Fantic Racing Lino Sonego     | Kalex           | 19  | +6.275    | 4   | 10   |
| 7                                                             | 16 | Joe Roberts             | OnlyFans American Racing Team | Kalex           | 19  | +9.192    | 9   | 9    |
| 8                                                             | 24 | Marcos Ramírez          | OnlyFans American Racing Team | Kalex           | 19  | +9.252    | 15  | 8    |
| 9                                                             | 18 | Manuel González         | Liqui Moly Dynavolt Intact GP | Kalex           | 19  | +9.296    | 18  | 7    |
| 10                                                            | 21 | Alonso López            | Beta Tools SpeedRS Team       | Luca Boscoscuro | 19  | +12.144   | 10  | 6    |
| 11                                                            | 28 | Izan Guevara            | BLU CRU Pramac Yamaha Moto2   | Luca Boscoscuro | 19  | +14.601   | 16  | 5    |
| 12                                                            | 75 | Albert Arenas           | Italjet Gresini Moto2         | Kalex           | 19  | +15.442   | 12  | 4    |
| 13                                                            | 96 | Jake Dixon              | Elf Marc VDS Racing Team      | Luca Boscoscuro | 19  | +15.601   | 14  | 3    |
| 14                                                            | 4  | Iván Ortolá             | QJMotor – Frinsa – MSi        | Luca Boscoscuro | 19  | +17.549   | 20  | 2    |
| 15                                                            | 17 | Daniel Muñoz            | Red Bull KTM Ajo              | Kalex           | 19  | +17.601   | 17  | 1    |
| 16                                                            | 84 | Zonta van den Goorbergh | RW-Idrofoglia Racing GP       | Kalex           | 19  | +18.658   | 8   |      |
| 17                                                            | 14 | Tony Arbolino           | BLU CRU Pramac Yamaha Moto2   | Luca Boscoscuro | 19  | +19.376   | 11  |      |
| 18                                                            | 13 | Celestino Vietti        | Beta Tools SpeedRS Team       | Luca Boscoscuro | 19  | +24.741   | 19  |      |
| 19                                                            | 99 | Adrián Huertas          | Italtrans Racing Team         | Kalex           | 19  | +24.854   | 24  |      |
| 20                                                            | 3  | Sergio García           | QJMotor – Frinsa – MSi        | Luca Boscoscuro | 19  | +26.598   | 23  |      |
| 21                                                            | 11 | Alex Escrig             | KLINT Forward Factory Team    | Forward Racing  | 19  | +32.757   | 22  |      |
| 22                                                            | 92 | Yuki Kunii              | Idemitsu Honda Team Asia      | Kalex           | 19  | +36.701   | 25  |      |
| 23                                                            | 9  | Jorge Navarro           | KLINT Forward Factory Team    | Forward Racing  | 19  | +42.372   | 28  |      |
| 24                                                            | 41 | Nakarin Atiratphuvapat  | Idemitsu Honda Team Asia      | Kalex           | 19  | +1:42.053 | 27  |      |
| Ret                                                           | 71 | Ayumu Sasaki            | RW-Idrofoglia Racing GP       | Kalex           | 13  | nehoda    | 21  |      |
| Ret                                                           | 15 | Darryn Binder           | Italjet Gresini Moto2         | Kalex           | 5   | technika  | 26  |      |
| Ret                                                           | 27 | Daniel Holgado          | CFMOTO Inde Aspar Team        | Kalex           | 0   | nehoda    | 5   |      |
| Ret                                                           | 80 | David Alonso            | CFMOTO Inde Aspar Team        | Kalex           | 0   | nehoda    | 6   |      |
| Nejrychlejší kolo: Diogo Moreira (Kalex) – 1:50.327 (kolo 18) |    |                         |                               |                 |     |           |     |      |
| OFICIÁLNÍ VÝSLEDKY ZÁVODU MOTO2                               |    |                         |                               |                 |     |           |     |      |

## Moto3
| Poř.                                                           | Č. | Jezdec              | Tým                           | Výrobce | Kol | Čas       | St. | Body |
| -------------------------------------------------------------- | -- | ------------------- | ----------------------------- | ------- | --- | --------- | --- | ---- |
| 1                                                              | 99 | Jose Antonio Rueda  | Red Bull KTM Ajo              | KTM     | 15  | 32:58.943 | 26  | 25   |
| 2                                                              | 28 | Maximo Quiles       | CFMOTO Valresa Aspar Team     | KTM     | 15  | +0.046    | 5   | 20   |
| 3                                                              | 58 | Luca Lunetta        | SIC58 Squadra Corse           | Honda   | 15  | +0.908    | 6   | 16   |
| 4                                                              | 83 | Alvaro Carpe        | Red Bull KTM Ajo              | KTM     | 15  | +1.071    | 1   | 13   |
| 5                                                              | 73 | Valentin Perrone    | Red Bull KTM Tech3            | KTM     | 15  | +1.176    | 8   | 11   |
| 6                                                              | 22 | David Almansa       | Leopard Racing                | Honda   | 15  | +1.349    | 3   | 10   |
| 7                                                              | 94 | Guido Pini          | LIQUI MOLY Dynavolt Intact GP | KTM     | 15  | +1.492    | 10  | 9    |
| 8                                                              | 6  | Ryusei Yamanaka     | FRINSA – MT Helmets – MSI     | KTM     | 15  | +1.778    | 13  | 8    |
| 9                                                              | 32 | Vicente Pérez       | LEVELUP-MTA                   | KTM     | 15  | +2.618    | 14  | 7    |
| 10                                                             | 10 | Nicola Carraro      | Rivacold Snipers Team         | Honda   | 15  | +2.779    | 11  | 6    |
| 11                                                             | 19 | Scott Ogden         | CIP Green Power               | KTM     | 15  | +2.953    | 15  | 5    |
| 12                                                             | 72 | Taiyo Furusato      | Honda Team Asia               | Honda   | 15  | +4.000    | 19  | 4    |
| 13                                                             | 12 | Jacob Roulstone     | Red Bull KTM Tech3            | KTM     | 15  | +6.626    | 12  | 3    |
| 14                                                             | 14 | NZE Cormac Buchanan | DENSSI Racing – BOE           | KTM     | 15  | +22.242   | 18  | 2    |
| 15                                                             | 54 | Riccardo Rossi      | Rivacold Snipers Team         | Honda   | 15  | +22.323   | 16  | 1    |
| 16                                                             | 82 | Stefano Nepa        | SIC58 Squadra Corse           | Honda   | 15  | +22.419   | 17  |      |
| 17                                                             | 8  | Eddie O'Shea        | GRYD – Mlav Racing            | Honda   | 15  | +38.931   | 24  |      |
| 18                                                             | 55 | Noah Dettwiler      | CIP Green Power               | KTM     | 15  | +39.022   | 22  |      |
| 19                                                             | 5  | Tatchakorn Buasri   | Honda Team Asia               | Honda   | 15  | +39.144   | 21  |      |
| 20                                                             | 21 | Ruche Moodley       | DENSSI Racing – BOE           | KTM     | 15  | +45.349   | 20  |      |
| 21                                                             | 30 | Max Cook            | GRYD – Mlav Racing            | Honda   | 15  | +1:20.183 | 25  |      |
| Ret                                                            | 78 | Joel Esteban        | Leopard Racing                | Honda   | 14  | technika  | 23  |      |
| Ret                                                            | 36 | Ángel Piqueras      | FRINSA – MT Helmets – MSI     | KTM     | 14  | nehoda    | 2   |      |
| Ret                                                            | 64 | David Muñoz         | LIQUI MOLY Dynavolt Intact GP | KTM     | 4   | nehoda    | 7   |      |
| Ret                                                            | 66 | Joel Kelso          | LEVELUP-MTA                   | KTM     | 3   | nehoda    | 4   |      |
| Ret                                                            | 71 | Dennis Foggia       | CFMOTO Valresa Aspar Team     | KTM     | 0   | nehoda    | 9   |      |
| Nejrychlejší kolo: Taiyo Furusato (Honda) – 1:10.794 (kolo 14) |    |                     |                               |         |     |           |     |      |
| OFICIÁLNÍ VÝSLEDKY ZÁVODU MOTO3                                |    |                     |                               |         |     |           |     |      |

## Pořadí jezdců MotoGP
|   | Poř. | Jezdec                | Body |
| - | ---- | --------------------- | ---- |
|   | 1    | Marc Márquez          | 233  |
|   | 2    | Álex Márquez          | 201  |
|   | 3    | Francesco Bagnaia     | 140  |
|   | 4    | Franco Morbidelli     | 115  |
| 1 | 5    | Fabio Di Giannantonio | 99   |

## Startovní listina MotoGP
| Tovární týmy                      | Tovární týmy | Tovární týmy            | Tovární týmy | Tovární týmy          |
| Tým                               | Konstruktér  | Motorka                 | st.č.        | Jezdec                |
| --------------------------------- | ------------ | ----------------------- | ------------ | --------------------- |
| Aprilia Racing                    | Aprilia      | Aprilia RS-GP25         | 32           | Lorenzo Savadori      |
| Aprilia Racing                    | Aprilia      | Aprilia RS-GP25         | 72           | Marco Bezzecchi       |
| Ducati Lenovo Team                | Ducati       | Ducati Desmosedici GP25 | 63           | Francesco Bagnaia     |
| Ducati Lenovo Team                | Ducati       | Ducati Desmosedici GP25 | 93           | Marc Márquez          |
| Honda HRC Castrol                 | Honda        | Honda RC213V            | 36           | Joan Mir              |
| Red Bull KTM Factory Racing       | KTM          | KTM RC16                | 33           | Brad Binder           |
| Red Bull KTM Factory Racing       | KTM          | KTM RC16                | 37           | Pedro Acosta          |
| Monster Energy Yamaha MotoGP      | Yamaha       | Yamaha YZR-M1           | 20           | Fabio Quartararo      |
| Monster Energy Yamaha MotoGP      | Yamaha       | Yamaha YZR-M1           | 42           | Álex Rins             |
| Monster Energy Yamaha MotoGP      | Yamaha       | Yamaha YZR-M1           | 7            | Augusto Fernández     |
| Satelitní týmy                    |              |                         |              |                       |
| Tým                               | Konstruktér  | Motorka                 | st.č.        | Jezdec                |
| Trackhouse MotoGP Team            | Aprilia      | Aprilia RS-GP           | 25           | Raúl Fernández        |
| Pertamina Enduro VR46 Racing Team | Ducati       | Ducati Desmosedici GP24 | 21           | Franco Morbidelli     |
| Pertamina Enduro VR46 Racing Team | Ducati       | Ducati Desmosedici GP25 | 49           | Fabio Di Giannantonio |
| Gresini Racing MotoGP             | Ducati       | Ducati Desmosedici GP24 | 54           | Fermín Aldeguer       |
| Gresini Racing MotoGP             | Ducati       | Ducati Desmosedici GP24 | 73           | Álex Márquez          |
| LCR Honda Castrol                 | Honda        | Honda RC213V            | 5            | Johann Zarco          |
| LCR Honda IDEMITSU                | Honda        | Honda RC213V            | 35           | Somkiat Chantra       |
| Red Bull KTM Tech3                | KTM          | KTM RC16                | 12           | Maverick Viñales      |
| Red Bull KTM Tech3                | KTM          | KTM RC16                | 23           | Enea Bastianini       |
| Prima Pramac Yamaha               | Yamaha       | Yamaha YZR-M1           | 43           | Jack Miller           |
| Prima Pramac Yamaha               | Yamaha       | Yamaha YZR-M1           | 88           | Miguel Oliveira       |

| Legenda                 |
| ----------------------- |
| Stálý jezdec            |
| Nováček                 |
| Jezdec na divokou kartu |
| Náhradní jezdec         |

| Předchozí Velká cena: Velká cena Velké Británie 2025 | Mistrovství světa silničních motocyklů 2025 | Následující Velká cena: Velká cena Itálie 2025 |
| Předchozí ročník: Velká cena Aragonu 2024            | Velká cena Aragonu silničních motocyklů     | Následující ročník: Velká cena Aragonu 2026    |